# Kromhoorn
Een kromhoorn is een blaasinstrument waarbij het geluid wordt veroorzaakt door een vast opgebonden riet dat binnen een afgesloten houten kap (een zogeheten 'windkapsel', dat het overblazen belet) wordt aangeblazen. Het instrument heeft verder een vrij nauwe cilindrische boring. Ondanks de naam heeft het instrument geen verwantschap met de hoorn maar eerder met de hobo en de doedelzak.
Het instrument was vooral populair in het renaissancetijdperk. Het wordt voor het eerst in 1489 in Duitsland genoemd. Lully zou volgens de legende de laatste kromhoornisten uit het hoforkest van Frankrijk gezet hebben. De omvang van het instrument was oorspronkelijk beperkt tot een none. Moderne kopieën hebben vaak twee kleppen die het bereik een kleine terts verhogen. Overblazen was niet mogelijk, maar afhankelijk van de kwaliteit van het riet kunnen de laagste tonen soms onderblazen worden waardoor zij een kwint lager klinken.
Kromhoorns werden vooral bespeeld in een kwartet: sopraan, alt, tenor en bas. De laagste toon van alt en bas was gewoonlijk f en F respectievelijk, de tenor en sopraan c en c'. Ook een grootbas in C werd wel gebruikt.
De eigenaardige vorm van het instrument heeft naast een decoratieve functie ook het voordeel dat de speler zijn eigen instrument tijdens het samenspel wat beter kan horen, wat zuivere intonatie ten goede komt.